# Kokopelli (association)
Pour l’article homonyme, voir Kokopelli.
Kokopelli est une association française qui distribue des semences, libres de droits et reproductibles, issues de l'agriculture biologique et de l'agriculture biodynamique, dans le but de préserver la biodiversité semencière et potagère. Fondée en 1999 par Dominique Guillet, elle s'oppose à toute réglementation sur les semences. Elle a ouvert des antennes en Europe, mais également en Amérique du Sud et en Inde.
Par son travail sur la libération des semences, l'association est également à l'origine de critiques envers le Groupement national interprofessionnel des semences et plants (GNIS) et le catalogue officiel des espèces et variétés végétales. Elle a également rompu avec le Réseau Semences Paysannes pour les mêmes raisons, et a accusé le ministère français de l'Agriculture d'avoir interdit au potager du Roi du château de Versailles de se fournir auprès de l'association.
Le refus de la réglementation en vigueur par l'association l'a conduite à plusieurs reprises devant les tribunaux ; les jugements rendus ont condamné à plusieurs reprises Kokopelli à des amendes, mais ont également conduit à l'irrecevabilité de certaines demandes des plaignants, voire à une condamnation identique.
Fin 2016, d'anciens salariés de l'association publient un livre contenant une critique très forte des pratiques managériales et commerciales de l'association ; l'association, malgré son discours, ne ferait que du « capitalisme vert » ; la chronique d'un blog sur cet ouvrage a été attaquée sans succès par Kokopelli pour diffamation.

## Fonctionnement
Dénonçant le fonctionnement et les principes du système semencier industriel, Kokopelli réclame un droit de semence libre, sans restriction. Elle affirme son combat pour des semences libres de droits, dénonçant ainsi les abus générés par les brevets sur les semences, et commerçant et distribuant des semences « libres de droit », en toute illégalité,, issues notamment de l'agriculture biologique mais également de l'agriculture biodynamique.
Kokopelli propose aux jardiniers amateurs ou institutionnels plus de 2 000 variétés de semences de plantes et variétés potagères à cultiver et à préserver de la disparition (semences de nombreuses variétés anciennes). Selon Ananda Guillet, directeur de Kokopelli, l'association est constituée d'« extrémistes de l’écologie » et « refuse toute réglementation ».
•	
 (avril 2023).
Améliorez-le ou discutez des points à vérifier. 
Kokopelli affirme que plus de 90 % des fruits et légumes consommés en France aujourd’hui sont issus de semences hybrides F1, et l'association milite contre ces "semences stériles" (qui ne le sont pas en réalité, mais dégénèrent à la deuxième génération).
L'association Kokopelli propose des variétés dont une grande majorité est issue de l'agriculture biologique, achetées en partie à des producteurs de semences et à d'autres semenciers partenaires.

### Semences sans frontières
La campagne de Kokopelli, « Semences sans frontières », met en avant les problèmes internationaux liés à la problématique semencière. Les paysans des pays les plus pauvres n’ont plus accès aux semences libres et fertiles, car leurs variétés paysannes traditionnelles ont été elles aussi remplacées par les variétés hybrides F1. Le rachat des semences chaque année n’est pas possible pour tous ces producteurs. Via sa campagne, Kokopelli souhaite répondre aux besoins des pays les plus malmenés par ce système et parfois en situation de détresse alimentaire. Le but est d'offrir des graines à partir desquelles les paysans pourraient retrouver leur autonomie semencière en se réappropriant leur production.

## Historique

### Fondation
Elle a été créée par Dominique Guillet en 1999,, prenant la suite de l'entreprise « Terre de Semences SARL » créée en 1994 et dissoute en juin 2000. L’association comptait dans ses rangs Pierre Rabhi, qui en a été l'un des vice-présidents, et est soutenue par Jean-Pierre Berlan (économiste et ancien directeur de recherche à l'INRA), militant anti-OGM qui considère  que l'effet hétérosis qui fonde le maïs hybride est la plus formidable mystification scientifique ; Jean-Louis Gueydon de Dives (Fondation pour une Terre humaine Fondation pour une Terre humaine | (ecolopedia.fr)), Maurice Chaudière et Isabelle Susini (Fondation Patagonia).

### Développement
En 2006, le chiffre d'affaires de l'association avoisine les 800 000 euros. En 2015, le chiffre d'affaires de l'association atteint 2,5 millions d'euros, puis 3,2 millions d'euros en 2016.
Kokopelli revendique en 2016 compter près de 12 000 adhérents et environ 120 000 clients.
Basée pendant plus de dix ans à Alès, dans le Gard, Kokopelli s'installe en août 2013 au Mas-d'Azil en Ariège.
En 2017, l'association inaugure son nouveau siège de 1 300 m2, pour un investissement de 1,6 million d'euros, construit avec le soutien des pouvoirs publics locaux, dont le conseil départemental de l'Ariège, le conseil régional d'Occitanie et la commune du Mas-d'Azil.
En juin 2018, Dominique Guillet cède la présidence de l’association afin de pouvoir « libérer sa parole et ses actions sans engager Kokopelli », référence aux propos parfois polémiques postés sur son blog. Son fils, Ananda Guillet, est désigné par le conseil d’administration pour prendre la relève.

### Dans le monde
Kokopelli aide à la création d'une autre association, Annadana, en Inde, qui a pour but d'endiguer l'érosion variétale que traverse le pays, grâce au travail de Sangita Sharma, Dominique Guillet et Stéphane Fayon et à l'aide d'une subvention de la Fondation Goldsmith[réf. à confirmer]. Cette association bénéficie donc du support technique de Kokopelli pour sa création ; devenue autonome, ses opérations continuent via le réseau Annadana Seed Savers.
Kokopelli distribue commercialement des semences dans toute l'Europe. En 2002, une antenne est mise en place en Belgique, calquée sur le fonctionnement de l'association française. La finalité de ses autres antennes au Brésil, au Costa Rica, en Inde est de distribuer des semences gratuites, de favoriser la création de banques de semences communautaires et de promouvoir des techniques d'agroécologie tempérée et tropicale[réf. nécessaire].

## Qualité des semences
En février 2013, le magazine Que choisir publie un classement de la qualité des semences en sachets (tomates, carottes). Kokopelli figure en dernière position de ce classement pour les tomates Saint-Pierre et pour les semences de carotte.

## Critiques et polémiques

### Opposition au Catalogue officiel
En 1997, le Groupement national interprofessionnel des semences et plants (GNIS) réunit les acteurs qui souhaitaient commercialiser les semences anciennes, afin de créer un catalogue spécifique aux semences amateur. Dominique Guillet s'oppose à cette démarche[réf. nécessaire]. D'autres acteurs, Biaugerme, Baumaux, Ferme de Sainte-Marthe, négocient pour leur part pour l'inscription de 250 variétés, aux frais du GNIS et de la FNPSP (Fédération nationale des professionnels de semences potagères et florales)[source insuffisante].
Des avis contraires ont été tenus lors d'un débat contradictoire, indiquant que les restrictions du Catalogue officiel ne s'appliquent que pour les actes de commerce :
- M. François Burgaud, directeur des relations extérieures du GNIS : « Le commerce n'est pas libre, on ne peut pas gagner de l'argent en vendant des semences comme on veut. Mais la production et l'utilisation pour ses propres besoins est libre. C'est important de faire cette différence. » « On a le droit de planter ce qu'on veut en France. […] vous pouvez prendre ce que vous voulez pour cultiver. […] Vous pouvez semer tout à fait librement »
- Me Blanche Magarinos-Rey, avocate de l'association Kokopelli : « Le problème se situe au niveau de la commercialisation des semences et c'est ce qu'a vécu l'association Kokopelli […] parce qu'elle commercialise en Europe des variétés qui ne sont pas inscrites au catalogue officiel »
- M. Jean Beigbeder, ingénieur agronome, coprésident de Pro maïs, déclare : « Il n'y a pas de semences interdites à la plantation, c'est un fantasme complet. Vous pouvez très bien les échanger gratuitement. »

### Accusations de Kokopelli à l'encontre du Potager du Roi
Le 7 janvier 2009, Dominique Guillet affirme, dans une tribune diffusée sur plusieurs sites web et blogs, que le ministère de l'Agriculture aurait, selon lui, « interdit au Potager du Roi (Château de Versailles) de commander des semences chez Kokopelli (ce qu'ils faisaient depuis un grand nombre d'années) ».
Cette assertion du président de Kokopelli est formellement démentie, deux semaines plus tard, par un communiqué d'Antoine Jacobsohn, directeur du Potager du roi, qui indique que, si le Potager du roi a cessé d'acheter des semences à l'association Kokopelli « depuis trois ans », il n'a connaissance d'aucune « interdiction » qui aurait pu être faite au Potager du roi, par le ministère de l'Agriculture et de la Pêche, sur les achats de semences à certains fournisseurs. Après avoir expliqué la politique d'achat du Potager du roi, chez divers « fournisseurs professionnels et associatifs », de « variétés légumières traditionnelles et insolites », il conclut son propos en se positionnant clairement en dehors des démarches opposées de grands semenciers comme Monsanto et d'associations militantes comme Kokopelli, en estimant que, selon ses vues : « il existe des alternatives aux discours et aux produits de Monsanto... et de Kokopelli ».

### Rupture avec le Réseau Semences Paysannes
En 2013, des dissensions publiques violentes ont lieu entre Kokopelli et le Réseau Semences Paysannes (RSP), mouvement créé en 2003 et regroupant 75 organisations françaises paysannes, biologiques, de jardiniers, de solidarité, des artisans semenciers, des ONG, un parc régional et des scientifiques. Kokopelli accuse le RSP d'ajouter une grande confusion dans tous les sujets touchant, de près ou de loin, aux semences, à l’agriculture, à la sélection végétale, à l’alimentation, au commerce, aux droits de propriété intellectuelle, etc., et d'être inféodé à l'industrie semencière. Le RSP accuse de son côté Kokopelli d'entretenir les polémiques publiques, de se mettre dans l'illégalité et de se tromper de combat en demandant une dérégulation totale.
Le 10 juin 2018, lors du Festival Les Tambours de Gaïa, l'Association Kokopelli organise une table ronde dans laquelle est intervenu le Réseau Semences Paysannes (RSP).

### Critiques d'anciens salariés de Kokopelli sur les conditions de travail et les pratiques commerciales
En décembre 2016 est publié l'essai Nous n'irons plus pointer chez Gaïa, un ouvrage écrit par d'anciennes jardinières et salariées de Kokopelli regroupées au sein du Grimm. Ce livre collectif fait la critique des pratiques managériales et commerciales de l'association, et entend dévoiler une face cachée de cette structure qui, selon eux, s'avère être d'abord un acteur économique surfant sur la vague du capitalisme vert,,.
En juillet 2017, Le Canard enchaîné  dénonce le management de Kokopelli dans un article intitulé « Graines de violence sociale ». L’hebdomadaire relate ainsi le cas d’une ancienne salariée, partie en dépression après avoir obtenu un arrêt de travail pour harcèlement moral. L’article raille également les idées de Dominique Guillet, un « amateur de la matrice » inspiré par Gaïa et l’écrivain controversé John Lash, dont il traduit les écrits sur l’un de ses sites.

### Invitation d'Henri Joyeux, personnalité controversée lors du festival Les Tambours de Gaïa
À l'occasion du festival Les Tambours de Gaïa, une quarantaine de personnes manifestent, à l'initiative du Mouvement français pour le planning familial, contre la venue de Henri Joyeux invité par Kokopelli à animer une conférence sur l'alimentation biologique.

### Opposition à l’industrie pharmaceutique
En février 2019, Kokopelli lance officiellement la campagne « Cultivons-nous ! Pour la libération des plantes médicinales ». Dans ce cadre, l’association s’engage à distribuer chaque année gratuitement des sachets de semences d’une espèce médicinale choisie afin de démocratiser son utilisation. Pour sa première action, Kokopelli met à l’honneur l’armoise annuelle (Artemisia annua), selon elle « très efficace contre la malaria et contre le cancer ». Le même mois, l'Académie nationale de médecine met en garde contre les « dangers » de l'utilisation des feuilles séchées d'Artemisia pour traiter et prévenir le paludisme, dénonçant les allégations « scientifiquement incertaines et irresponsables » de ceux qui promeuvent ce traitement par les plantes. Selon l’académie, l'utilisation de cette plante seule, en poudre ou en tisane, n'a pas d'efficacité garantie et risquerait même d'aggraver l'émergence de formes résistantes de la maladie. La société savante médicale demande également que « cesse une campagne de promotion organisée par des personnalités peut-être bien intentionnées mais incompétentes en paludologie ».

### Antisémitisme et complotisme
Dominique Guillet, fondateur de l'association Kokopelli, se décrit comme un « lanceur d'alerte » engagé contre la « Pharmacratie », les « Banksters Vaccinalistes », « la caste agonisante du Judéo-Bolchévisme » ou la « Jewstice ». Il affirme également son soutien à Dieudonné, « car cet artiste a été persécuté, durant de trop nombreuses années, par les autorités israéliennes de la France et par toutes les serpillères en charge de la Ripoublique ». 
Les prises de position de Dominique Guillet sont promues sur le site et les comptes sociaux de Kokopelli qui considère que « ses articles résonnent comme des tambours dans l’esprit du lecteur attentif qui n’a pas peur de remettre en question les croyances établies. Ces enquêtes, toujours parfaitement sourcées, allient détails scientifiques ou techniques, faits politiques ou sociaux et combats militants – donnant, ainsi, un sens réel au travail quotidien de Kokopelli ! »,.

## Procédures judiciaires

### Ventes illicites
En 2003 et 2004, les services de la répression des fraudes ont établi plus de 6 000 procès-verbaux pour vente illicite de variétés non inscrites au catalogue officiel des espèces et variétés végétales et défauts de marquages de noms de variétés. L’association Kokopelli a été poursuivie pour ces faits, le Groupement national interprofessionnel des semences et plants (GNIS) et la Fédération nationale des professionnels de semences potagères et florales (FNPSP) se sont constitués parties civiles.
Dans un premier temps, un jugement du tribunal d'Alès du 14 mars 2006, a relaxé l'association. Cependant, le 22 décembre 2006, la cour d'appel de Nîmes a déclaré le président de l’association Kokopelli, Dominique Guillet, coupable, sur procès-verbal de la répression des fraudes, d’avoir commercialisé des semences de variétés non autorisées en violation de la législation et l'a, en conséquence, condamné à 3 426 amendes de 5 euros chacune, soit 17 130 euros.
La Cour de cassation, dans un arrêt en date du 8 janvier 2008, a confirmé l’arrêt de la cour d’appel de Nîmes pour la condamnation du président de l’association à payer une amende de 17 130 euros, que l'État (à la demande de Nathalie Kosciusko-Morizet, alors ministre de l'Environnement) a décidé de ne pas recouvrer. La Cour de cassation a par ailleurs estimé que l’action civile du GNIS était irrecevable, rappelant que « cet organisme n’est pas habilité par une disposition particulière à exercer les droits de la partie civile à l’égard des infractions qui portent atteinte aux intérêts qu’il a pour mission de protéger ». La FNPSP a obtenu la condamnation de Dominique Guillet à lui verser 3 000 euros au titre des frais engagés pour la défense de ses prétentions.

### Concurrence déloyale
Au milieu des années 2000, Philippe Baumaux (dirigeant de l'entreprise semencière Baumaux) s'insurge contre certaines pratiques de l'association, arguant de la présence de certaines semences commercialisées par Kokopelli au Catalogue officiel. Selon lui, le président de Kokopelli, Dominique Guillet, tenterait de dissimuler son activité commerciale sous divers prétextes écologiques ou caritatifs. Le 9 décembre 2005, le semencier Baumaux assigne en justice l'association Kokopelli pour concurrence déloyale. L'association a été condamnée en février 2008 à verser 12 000 euros. Kokopelli a fait appel. Baumaux demande 100 000 euros de dommages-intérêts et la suspension des activités de l'association.
Le 12 juillet 2012, le jugement en défaveur de Kokopelli est confirmé par les juges de la Cour de justice de l'Union européenne, malgré un avis favorable à Kokopelli de l'avocat général. L'arrêt confirme les objectifs du catalogue, à savoir l'amélioration de la productivité agricole, jugeant d'autres méthodes, comme l'étiquetage, insuffisantes et propres à provoquer des préjudices graves aux utilisateurs de semences. La Cour confirme aussi que les semences de conservation doivent rester soumises à un cadre légal précis pour assurer la conservation de la ressource phytogénétique, cadre que Kokopelli n'a pas respecté.
Le 9 septembre 2014, pour l'affaire opposant la société Graines Baumaux à l'association Kokopelli, la cour d'appel de Nancy a jugé que l'activité de Kokopelli ne constituait pas une concurrence déloyale envers Graines Baumaux. Elle a confirmé que l'inscription au catalogue des semences est indispensable dans le cadre d'une activité professionnelle. Elle a précisé que, pour les jardiniers amateurs, dans un cadre non-commercial, l'échange de variétés non-inscrites au catalogue est libre. Les deux parties ont été condamnées respectivement pour actes de concurrence déloyale par dénigrement.

### Poursuites en diffamation
En août 2017, Kokopelli engage des poursuites en diffamation contre un permaculteur ayant chroniqué sur son blog l’ouvrage critique Nous n'irons plus pointer chez Gaïa. L’avocate de l’association justifie cette action en justice par l’aspect potentiellement viral d’un article sur Internet, alors que la diffusion du livre « demeure assez limitée ». Kokopelli réclame 10 000 euros de dommages-intérêts en plus de 4 000 euros de participation aux frais de justice. 
Le 13 octobre 2017, le tribunal de grande instance de Paris reconnaît la bonne foi et le sérieux des affirmations du blogueur et déboute Kokopelli de toutes ses demandes. Également condamnée à payer 3 000 euros de participation aux frais de justice, l’association renonce à faire appel.

## Publications
- Dominique Guillet, Semences de Kokopelli, 2012, 11e éd., 848 p.  (ISBN 978-2952773218) [présentation en ligne]
- Revue Kokopelli, un Joueur de Flûte Enchantée dans le Rêve de Gaïa, no 5 2012/2013
- Le Grimm, Nous n'irons plus pointer chez Gaïa, 2016, 1re édition 150p.  (ISBN 979-10-91108-05-8)

## Film
- Solutions locales pour un désordre global, film de Coline Serreau sorti en 2010, est le résultat d'une collaboration de la réalisatrice avec cette association concernant le chapitre consacré au monopole des graines et à la biodiversité[48].

### Documentaire radiophonique
- Kokopelli : graines de résistance, documentaire de Clotilde de Gastines (production) et Guillaume Baldy (réalisation) pour France Culture, le 23 septembre 2014.